# Пам'ятник Богданові Хмельницькому (Рівне)
Пам′ятник Богданові Хмельницькому є масовою копією, споруджений у 1953 році в честь 300-річчя воз′єднання України з Росією. 
Хмельницький Зіновій Богдан Михайлович (1595-1657рр.) – гетьман України, відомий державний діяч, полководець і дипломат. 
З 1648 років Хмельницький з чотирьохтисячним військом виступив проти поляків. Це був початок нового козацького повстання, яке незабаром перетворилося на Національно-визвольну війну українського народу.
Територія сучасної Рівненщини також була ареною воєнних дій. В 1651 р. на полі між селами Пляшева, Острів, Коритно Радивилівського району і смт. Берестечко відбулась битва  між селянсько-козацькими військами на чолі з Б.Хмельницьким і польсько-шляхетськими військами Яна-Казіміра, яка увійшла  в історію під назвою Берестецька битва. Це була одна з найбільших битв 17 ст. в Європі. У 1654 році в Переяславі уклав військовий союз з Московським царством, згідно з якою Україна увійшла до складу Московської держави на конфедеративній основі, й скерована також проти Речі Посполитої.. Наприкінці свого життя намагався переорієнтуватися на союз зі Швецією та Османською Портою, вбачаючи в амбіціях Москви небезпеку козацькому суверенітету. Богдан Хмельницький перебував на чолі гетьманської управи до самої смерті. 
Помер Хмельницький 27 липня 1657 від інсульту. Похований у селі Суботові, в побудованій ним самим кам’яній церкві.

## Історичні перебудови
Спочатку пам’ятник був встановлений в районі колишньої площі ім. Леніна. Скульптура Б.Хмельницького розміщувалась на низькому постаменті.
У 1965 р. в зв’язку з реконструкцією площі, пам’ятник перенесено на вулицю космонавта Ніколаєва (теперішня вул. Грушевського). Скульптура встановлена на більш високий постамент
Розміри пам’ятника:
Скульптура – 2,8 м; постамент – площадка

## Опис об'єкта
На трьохступінчатій площадці встановлено прямокутний постамент, на якому розміщена скульптура в повний зріст. Постать Хмельницького зображено із символом гетьманської влади в правій руці та державними документами в лівій. Посередині постаменту розміщено пам’ятну дошку з написом: 
«Богдан Хмельницький -
засновник Української
козацько-гетьманської держави
Війська Запорізького»
та ковану прикрасу зі стилістичним рослинним орнаментом. Перед пам′ятником встановлена плита з написом: 
«СПРАВИ ГЕТЬМАНА БЕЗСМЕРТНІ В ПАМ′ЯТІ НАЩАДКІВ»